# Synagoge (Slavonice)
Koordinaten: 48° 59′ 53,1″ N, 15° 21′ 10,3″ O

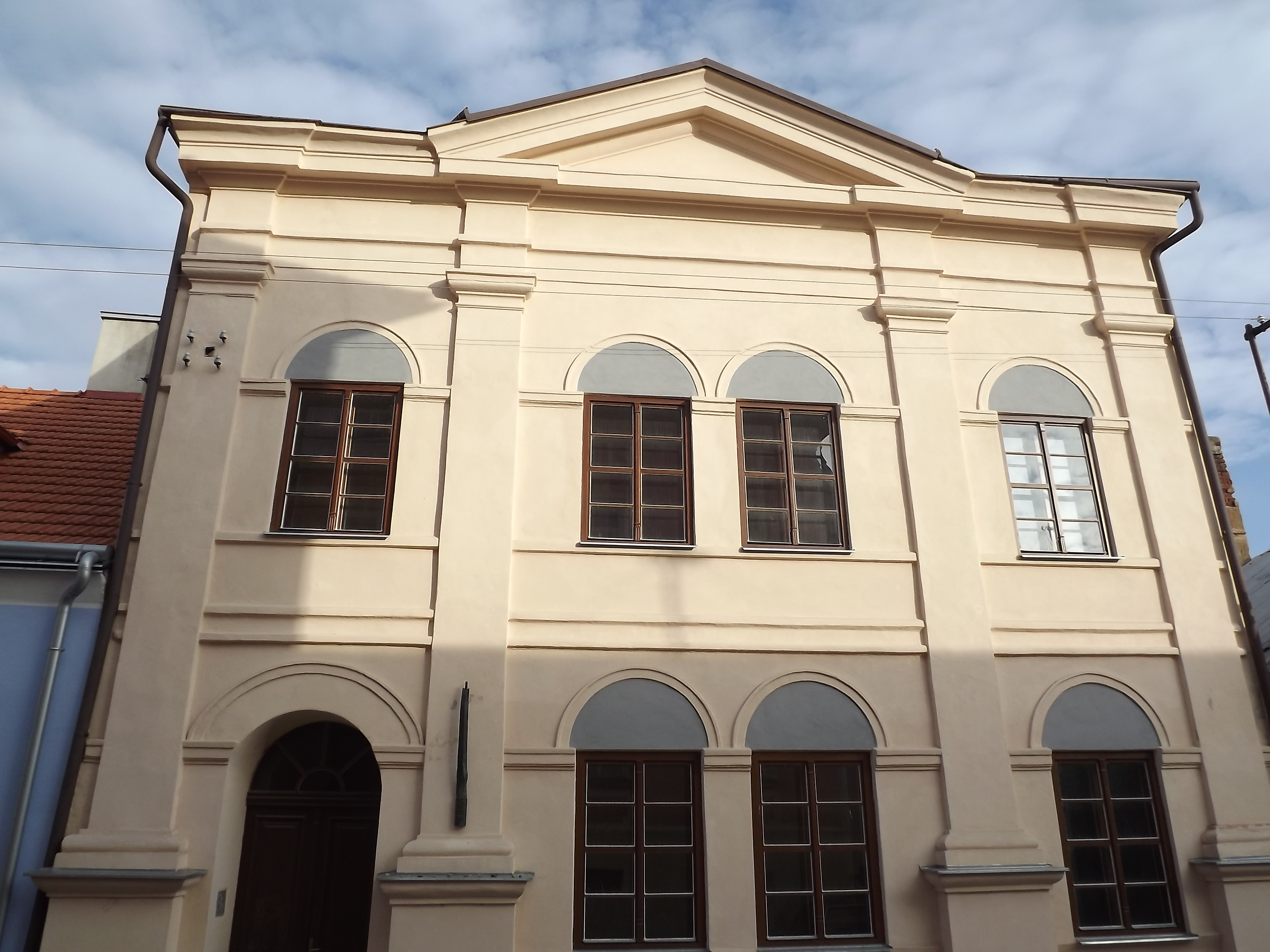
Synagoge in Slavonice

Die Synagoge in Slavonice (deutsch Zlabings),  einer tschechischen Stadt im Südwesten Mährens, wurde 1894/95 errichtet. Die profanierte Synagoge in der Langengasse ist ein geschütztes Kulturdenkmal.

## Beschreibung
Die klassizistische Synagoge wird an der Straßenseite durch vier Pilaster gegliedert. Eine Rundbogenöffnung führt zum Portal des Gebäudes. Das zweistöckige Bauwerk schließt mit einem Gesims und einem dekorativen Dreiecksgiebel ab. 
Der Synagogenkomplex besteht aus einem Vorder- und einem Hintergebäude, das von der Straße nicht eingesehen werden kann. Nach dem Eingang schließen sich rechts Räume an, die möglicherweise als Wohnung des Lehrers dienten. Die nachfolgende Treppe bildet den Verbindungsbau zwischen Vorder- und Hintergebäude. Links von der nach rechts aufsteigenden Treppe war der Eingang zur Männersynagoge im Hinterhaus, die sich über die ganze Höhe des Hauses erstreckte. Über dieselbe Treppe erreichten die Frauen die Empore im ersten Stockwerk des Hinterhauses, die vermutlich aus Holz gebaut war. Gegenüber befand sich der Eingang zum Klassenzimmer der jüdischen Schule, die im ersten Stockwerk des Vorderhauses untergebracht war. 

## Heutige Nutzung
Die ehemalige Synagoge wurde nach 1945 zu einem Wohnhaus umgebaut. Dabei wurde im Betraum eine Zwischendecke eingezogen, sodass auf beiden Stockwerken Wohnungen geschaffen werden konnten. Im Jahr 2014 wurde das Synagogengebäude von der Stadt Slavonice zum Verkauf angeboten. Eine Familie, die das Gebäude kaufte, begann 2017 die Renovierung. Im Inneren ist seit langer Zeit von der Nutzung als Synagoge nichts mehr erkennbar. Lediglich Rundbogenfenster, teilweise zugemauert, erinnern an das ehemalige Gotteshaus.